# たのしいきょうしつ
『たのしいきょうしつ』は、1964年4月6日から1994年4月1日までNHK教育テレビジョンで放送されていた特殊学級や養護学校向けの学校放送である。大阪放送局制作。当初はモノクロ放送だったが、低学年版は1971年4月から、高学年版は2年後の1973年4月から各々カラー放送となった。

## 概要
番組開始以前から、養護学校・養護学級では、障害児児童の教育は、教科・領域の枠にとらわれない実践活動を通した成長の促進が図られていた。番組を開始した昭和39年（1964年）に文部省は初めて養護学校小等部の学習指導要領を通達し、この番組は実践例の普及を担った。昭和46年（1971年）に告示した要領の改訂で、教科・領域の枠にとらわれない「生活単元学習」が明示され、番組でも個人の知識・技能の向上、仲間とのコミュニケーション力向上、社会進出に必要な見聞の拡大に役立つ活動を紹介した。
当初は全学年を対象とする番組で、その当時は週に1回のペースで放送されていたが、1965年春の改編で高学年向け（以下「高学年版」と表記）と低学年向け（以下「低学年版」と表記）とに分割された。以来、毎週月曜日には高学年版を、毎週火曜日には低学年版を放送していた。低学年版は個人の技能向上に関わるもの、高学年版は社会に出る力を養うものを多く取り入れた。
1985年春からは、社会進出を促す実践活動を紹介するオールロケの新番組「いってみよう やってみよう」を開始することになり、スタジオ収録の高学年版とスクラップ・アンド・ビルトが図られた。そこで再び全学年が対象となり（以下「全学年版」と表記）、それに伴って週に1回の放送へと戻った。
高学年版・低学年版・全学年版ともに、「お兄さん」「お姉さん」「もじゃくん」「ももちゃん」などのキャラクター同士による掛け合いを中心とする内容で放送されていた。このうち低学年版には、透明な板にお絵描きをする「あどちゃん」こと水森亜土が出演していた。
1994年4月1日の放送をもって番組終了。30年の放送に幕を降ろした。

### 1984年度の放送日程
一例として、NHK提供「NHKクロニクル」にて放送日程が明示してあり、高学年版・低学年版が並立していた最後の年に当たる昭和59年度（1984年4月-1985年3月）の放送日程を示す。
| 放送日   | 高学年版タイトル           | 放送日   | 低学年版タイトル     |
| -------- | -------------------------- | -------- | -------------------- |
| 4月9日   | こんにちは                 | 4月10日  | ともだちになろう     |
| 4月23日  | しゃがんでほい             | 4月24日  | おとあそび           |
| 4月30日  | 休止（天皇誕生日振替休日） | 5月1日   | まる さんかく しかく |
| 5月7日   | げんきにはーい             | 5月8日   | えかきうた           |
| 5月14日  | てをあらいましょう         | 5月15日  | おはながいっぱい     |
| 5月21日  | ふうせんふうふう           | 5月22日  | うえ した            |
| 5月28日  | ぷんぷんにこにこ           | 5月29日  | まえ うしろ          |
| 6月4日   | てるてるぼうず             | 6月5日   | なかまあつめ         |
| 6月11日  | わんわんにゃーお           | 6月12日  | いま なんじ          |
| 6月18日  | こんにちは ぞうさん        | 6月19日  | きのう きょう あした |
| 6月25日  | おだんごころころ           | 6月26日  | しりとりあそび       |
| 7月2日   | ぴょんぴょんうさぎ         | 7月3日   | でんごんあそび       |
| 7月9日   | おさかなになろう           | 7月10日  | つくってみよう       |
| 9月3日   | ぼくのなつやすみ           | 9月4日   | あつい つめたい      |
| 9月17日  | はしれ とまれ              | 9月18日  | すき きらい          |
| 9月24日  | 休止（秋分の日振替休日）   | 9月25日  | これ いくつ          |
| 10月1日  | でんしゃがはしる           | 10月2日  | はやい おそい        |
| 10月8日  | びりびり ばりばり          | 10月9日  | おおきい ちいさい    |
| 10月15日 | いもほり                   | 10月16日 | おおい すくない      |
| 10月22日 | ぺたぺた ぺったん          | 10月23日 | ながい みじかい      |
| 10月29日 | どんぐりころころ           | 10月30日 | ひろい せまい        |
| 11月5日  | はなはな め                | 11月6日  | もみじ               |
| 11月12日 | あれちょうだい             | 11月13日 | たかい ひくい        |
| 11月19日 | このおとなーに             | 11月20日 | おもい かるい        |
| 11月26日 | たんじょうかい             | 11月27日 | おしくらまんじゅう   |
| 12月3日  | おてつだい                 | 12月4日  | かいもの             |
| 12月10日 | みんなでならそう           | 12月11日 | つくってみよう       |
| 1月7日   | ぐるぐる ぐるぐる          | 1月8日   | ふくわらい           |
| 1月14日  | うんてんしゅになろう       | 1月15日  | 休止（成人の日）     |
| 1月21日  | ゆきだるまをつくろう       | 1月22日  | ねんどあそび         |
| 1月28日  | しょうぼうじどうしゃ       | 1月29日  | おにはそと!          |
| 2月4日   | ぼくは おすもうさん        | 2月5日   | ゆきとこおり         |
| 2月11日  | 休止（建国記念の日）       | 2月12日  | これなあんだ         |
| 2月18日  | おみせやさん               | 2月19日  | かみしばい           |
| 2月25日  | ひなまつり                 | 2月26日  | つくってみよう       |
| 3月4日   | みんな げんきで            | 3月5日   | みんなたのしく       |

## 放送時間
いずれも日本標準時、別の時間帯での再放送あり。

### 全学年版（1964年度）
| 期間                         | 放送時間             |
| ---------------------------- | -------------------- |
| 1964年4月6日 - 1965年3月29日 | 月曜日 12:00 - 12:30 |

### 高学年版
| 期間                          | 放送時間             | 備考                  |
| ----------------------------- | -------------------- | --------------------- |
| 1965年4月5日 - 1969年4月7日   | 月曜日 12:00 - 12:30 |                       |
| 1969年4月14日 - 1980年3月17日 | 月曜日 09:30 - 09:50 | 1973年4月からカラー化 |
| 1980年4月14日 - 1985年3月11日 | 月曜日 09:30 - 09:45 |                       |

### 低学年版
| 期間                         | 放送時間             | 備考                  |
| ---------------------------- | -------------------- | --------------------- |
| 1965年4月6日 - 1969年4月1日  | 火曜日 12:00 - 12:30 |                       |
| 1969年4月8日 - 1980年3月18日 | 火曜日 09:30 - 09:50 | 1971年4月からカラー化 |
| 1980年4月8日 - 1985年3月12日 | 火曜日 09:30 - 09:45 |                       |

### 全学年版（1985年度 - 1993年度）
| 期間                         | 放送時間                                                           |
| ---------------------------- | ------------------------------------------------------------------ |
| 1985年4月8日 - 1994年3月14日 | 月曜日 10:15 - 10:30                                               |
| 1994年3月28日 - 1994年4月1日 | 月曜日 - 金曜日 10:15 - 10:30 内容は各日ともに過去の内容の再放送。 |

## キャスト

### 全学年版（1964年度）
- 先生 - 馬部公代（1964年）

### 高学年版
- きし先生 - 貴志周平（1965年 - 1967年）[7]
- 中里ひろみ（1965年 - 1967年）
- 西田勲子（1965年 - 1967年）
- 劇団クラルテ（1965年、1968年 - 1969年）
- 佐名手ひさ子（1966年 - 1967年）
- チーちゃん[7]
- カッちゃん[7]
- ココねえちゃん[7]
- 先生 - 喜多清一（1968年 - 1979年）
- お姉さん - 中森孝子（1968年 - 1969年）、島田広子（1970年）、金田裕子（1973年 - 1974年）、衣川久美子（1977年 - 1979年、1982年 - 1983年）、藤田幸恵（1984年）
- お兄さん - 端田宏三（1975年 - 1976年）、長野隆（1975年 - 1980年、1982年 - 1983年）、山本禎二（1980年）、新井宗平（1981年）、古谷哲也（1981年）、藤井章満（1984年）
- クンちゃん - 衣川久美子（1980年 - 1981年）

### 低学年版
- あどちゃん - 水森亜土（1965年 - 1967年、1974年 - 1983年）[8][9][6]
- ごろべえ先生 - 国松五郎兵衛（1965年 - 1967年、1970年 - 1973年）[6]
- お姉さん - 天地総子（1965年）、加藤俊子（1967年 - 1969年）[10]、飯野紀久子（1968年 - 1969年）[10]、大和田りつこ（1972年4月 - 1977年3月）、有沢光恵[11]（1979年4月 - 1981年3月）、近藤美津江[12]（1981年4月 - 1982年3月）、徳田尚美（1984年）
- 先生 - 馬部公代（1965年 - 1966年）、秋山一乗（1968年 - 1969年）[10]
- お兄さん - 青空球児・好児（1974年）、河東燈士（1979年 - 1982年）
- のんちゃん - 志麻典子（1977年 - 1978年）[8][9]
- あさひなくん - 朝比奈尚行（1977年 - 1978年）[8][9]
- のぶくん - 竹田のぶあき（1983年）

### 全学年版（1985年度 - 1993年度）
- お兄さん - 藤井章満（1985年 - 1986年）、新井宗平（1986年）
- お姉さん - 藤沢美砂（1985年 - 1986年）
- もじゃくんの声 - 三井洋子（1985年 - 1993年）
- ももちゃんの声 - 中森孝子（1985年 - 1993年）
- まきくん - まきもとまさあき（1987年）
- みわちゃん - ただみわ（1987年）
- にこちゃん - 入船仁子（1988年 - 1993年）
- たぬきくんの声 - 佐藤心（1991年 - 1993年）